# 張進德
張進德（1993年5月17日—）是台灣職業棒球選手，司職捕手，現效力於中華職棒富邦悍將，跟三弟張育成同為效力富邦悍將的隊友。

## 經歷
張進德出生台東縣，具阿美族背景。
- 臺東縣泰源國小少棒隊
- 臺東縣三民國小少棒隊
- 臺東縣泰源國小少棒隊
- 臺東縣泰源國中青少棒隊
- 臺中市國立中興大學附屬臺中高級農業職業學校青棒隊
- 桃園市國立體育大學棒球隊（台灣啤酒）
- 美國職棒匹茲堡海盜（小聯盟，2011年6月～2018年12月）
- 美國職棒舊金山巨人（小聯盟，2018年12月～2019年12月）
- 亞利桑那秋季聯盟Surprise Saguaros（2016年）
- 澳洲棒球聯盟Sydney Blue Sox（2017年）
- 中華職棒富邦悍將自行培訓選手（2020年4月21日～2020年7月14日）
- 中華職棒富邦悍將（2020年7月24日－）

## 成棒國手經歷
- 2013年東亞運動會棒球比賽中華隊
- 2014年亞洲運動會棒球比賽中華隊
- 2015年世界棒球12強賽中華隊
- 2019年亞洲棒球錦標賽中華隊
- 2019年世界棒球12強賽中華隊

## 職棒生涯成績
| 年度 | 球隊     | 出賽 | 打數 | 安打 | 全壘打 | 打點 | 盜壘 | 四死 | 三振 | 壘打數 | 雙殺打 | 打擊率 | 上壘率 | 長打率 | OPS   |
| ---- | -------- | ---- | ---- | ---- | ------ | ---- | ---- | ---- | ---- | ------ | ------ | ------ | ------ | ------ | ----- |
| 2020 | 富邦悍將 | 53   | 201  | 69   | 9      | 30   | 0    | 19   | 22   | 108    | 6      | 0.343  | 0.400  | 0.537  | 0.937 |
| 2021 | 富邦悍將 | 71   | 222  | 72   | 2      | 35   | 0    | 24   | 27   | 92     | 2      | 0.324  | 0.384  | 0.414  | 0.798 |
| 2022 | 富邦悍將 | 52   | 125  | 29   | 2      | 12   | 0    | 13   | 13   | 39     | 6      | 0.232  | 0.304  | 0.312  | 0.616 |
| 2023 | 富邦悍將 | 66   | 203  | 54   | 4      | 18   | 0    | 18   | 32   | 76     | 2      | 0.266  | 0.323  | 0.374  | 0.697 |
| 2024 | 富邦悍將 | 29   | 64   | 16   | 0      | 1    | 0    | 6    | 7    | 20     | 3      | 0.250  | 0.314  | 0.313  | 0.627 |
| 合計 | 5年      | 271  | 815  | 240  | 17     | 96   | 0    | 80   | 101  | 335    | 19     | 0.294  | 0.355  | 0.411  | 0.766 |

## 個人情報

### 獎項
- 2006年亞洲少棒錦標賽最優秀打擊獎
- 2012年灣岸聯盟（新人聯盟）季末全明星隊
- 2013年紐約–賓夕法尼亞聯盟（低階1A）季中全明星隊
- Topps低階1A/新人聯盟全明星隊
- 2015年佛羅里達聯盟（高階1A）季中全明星隊
- 2020年中華職棒季中選秀第一輪第3順位被富邦悍將職棒隊選中。

### 紀錄
- 2020年7月25日富邦悍將對樂天桃猿一軍比賽初登場、首安打、首打點、首得分、首MVP，中華職棒聯盟史上第一人。
- 2021年8月15日富邦悍將對統一獅隊比賽，八局下擊出超前比分的安打而獲選單場MVP，卻在9局上因抗議主審吳家維的好球帶判決而被驅逐出場，成為史上第1位獲選單場MVP卻遭到驅逐出場的球員。

## 外部連結
- 張進德的Instagram帳戶
- 張進德在美國職棒官網（英语）
- 張進德在中華職棒官網
- 張進德在Baseball-Reference.com（小聯盟以及海外聯盟）（英语）
- 張進德在ESPN（MLB）（英语）
- 張進德在FanGraphs.com（英语）
- 張進德在The Baseball Cube（英语）
- 張進德的Facebook專頁
- 張進德在台灣棒球維基館上的頁面（繁體中文）